# Костомаровская улица
Костомаровская улица (укр. Костомарівська вулиця) — улица в Деснянском районе города Чернигова. Пролегает от улицы Пятницкая до улицы Мстиславская, исторически сложившаяся местность (район) Ковалёвка.
Нет примыкающих улиц.

## История
Костомаровская улица — в честь русского историка Николая Ивановича Костомарова — была проложена в 1930-е годы и застроена индивидуальными домами.
Костомаровская улица была переименована на улица Чапаева — в честь участника Первой мировой и Гражданской войн Василия Ивановича Чапаева.
24 декабря 2015 года улице было возвращено историческое название, согласно Распоряжению городского главы В. А. Атрошенко Черниговского городского совета № 308-р «Про переименование улиц города» («Про перейменування вулиць міста»)

## Застройка
Улица проложена в северо-восточном направлении параллельно улице Котляревского. Парная и непарная стороны улицы заняты усадебной застройкой.
Учреждения:
1. дом № 6 А — детсад № 71